# Christian-Identity-Bewegung
Die Christian-Identity-Bewegung (englisch für „Bewegung der christlichen Identität“) ist eine heterogene rechtsextreme soziale Bewegung, deren Anhänger hauptsächlich in den Vereinigten Staaten leben. Ihre synkretistische Ideologie basiert unter anderem auf christlichem Fundamentalismus, Antisemitismus, Rassismus und Verschwörungstheorien. Die angelsächsische bzw. nordische „Rasse“, zu der sich die Anhänger zählen, wird als Gottes „auserwähltes Volk“ betrachtet, denen „die Juden“ als angebliche Nachkommen und Diener Satans gegenübergestellt werden. Einige der dazugehörigen Gruppen und einzelne Anhänger verübten Gewaltakte bis hin zum Terrorismus.

## Entstehung
Die Christian-Identity-Bewegung hat ihre Wurzeln im Anglo-Israelismus, einer im Großbritannien des 19. Jahrhunderts entstandenen Lehre, wonach die Briten Nachfahren der zehn verlorenen Stämme Israels wären. Diese philosemitische Lehre, die eine brüderliche Solidarität zwischen Briten und Juden predigte, gelangte mit Auswanderern nach Nordamerika. Der Rechtsanwalt Howard Rand (1889–1991) und der Journalist William J. Cameron von der antisemitischen Zeitung The Dearborn Independent, die der Industrielle Henry Ford von 1919 bis 1927 herausgab und die auch die Protokolle der Weisen von Zion abdruckte, machten die Lehre in den 1920er und 1930er Jahren populär, wendeten sie aber ins radikal Judenfeindliche. Dabei standen sie unter dem Einfluss des faschistoiden Geistlichen und Politikers Gerald L. K. Smith (1898–1976). Aus deren Lehren etablierte sich unter dem Einfluss der rassistischen White-Supremacy-Ideologie die Christian-Identity-Bewegung, deren erste Kirche 1946 von dem Methodistengeistlichen und Ku-Klux-Klan-Mitglied Wesley Swift (1913–1970) in Kalifornien gegründet wurde. Von dort wurde die Ideologie der Christian Identity landesweit verbreitet.

## Lehre
Anhänger der Bewegung glauben, dass Juden nicht von Adam abstammen würden, sondern in einem Ehebruch Evas mit Satan gezeugt worden wären. Seitdem hätten sie sich verschworen, die Welt unter Satans Herrschaft zu bringen, und würden die angeblich wahren Israeliten und die „adamisch-arische Rasse“ verfolgen, nämlich die Angelsachsen. Sie wären verantwortlich für die Ermordung Abels, die Kreuzigung Christi, die Christenverfolgungen im Römischen Reich, den Mongolensturm und die Kriege Napoleons. Im 20. Jahrhundert hätte die in der Offenbarung des Johannes prophezeite Endzeit begonnen, was sich an der angeblich jüdisch inspirierten Russischen Revolution zeige, dem vermeintlich jüdisch kontrollierten Finanzkapitalismus, dem Federal Reserve System, den Vereinten Nationen und dem Council on Foreign Relations. Der Regierung der Vereinigten Staaten wird unterstellt, sie wäre im Bunde mit dieser angeblich jüdisch-satanischen Verschwörung, weshalb sie als Zionist Occupied Government („zionistisch besetzte Regierung“) delegitimiert wird. Ihr wird das Recht abgesprochen, Steuern zu erheben, die von ihr ausgestellten Ausweispapiere werden als Malzeichen des Tieres bezeichnet.
Die Theologie der Christian Identity stützt sich zu weiten Teilen auf eine biblizistische Auslegung der Heiligen Schrift, insbesondere des Ersten Buchs Mose und der Offenbarung. In einigen Punkten weicht sie von der Lehre der christlichen Kirchen ab, namentlich in der Two-Seed-Doctrine, wonach nur ein Teil der Menschheit von Adam abstamme, der andere aber Satan zum Stammvater habe. Außerdem spielen esoterische Methoden wie Numerologie, Pyramidologie und eine auf Klangähnlichkeiten basierende Schriftauslegung eine Rolle, die von den Kirchen üblicherweise nicht angewandt werden.

## Verbreitung und Organisation
Christian Identity ist hauptsächlich in den USA verbreitet, wo sich nach Schätzungen 25.000 bis 50.000 Menschen zu dieser Bewegung bekennen. Es gibt jedoch auch Anhänger in Südafrika, Kanada, Großbritannien und Irland. Die Struktur der Bewegung ist stark heterogen. In den USA bestehen insgesamt 81 Kirchen, die ihr zuzurechnen sind; teils finden sie sich als religiöse Gemeinschaften unter anderen in den amerikanischen Städten, teils errichten sie so genannte compounds, großräumige Anlagen im ländlichen Raum, die von der Außenwelt abgeschottet sind. Christian Identity bietet verschiedenen amerikanischen Rechtsextremen religiöse Orientierung, darunter Mitgliedern des Ku Klux Klan, der Aryan Nations und der Milizbewegung. In den letzten Jahren hat die Bewegung starken Zulauf von rechtsradikalen Skinheads aus der weißen Unterschicht bekommen.

## Verbrechen
Anhänger der Ideologie der Christian Identity haben wiederholt Verbrechen begangen. Die Organisation The Order, die Christian Identity nahestand, verübte Raubüberfälle, Bombenanschläge auf ein Theater und eine Synagoge und ermordete den Radiomoderator Alan Berg, bevor sie 1984 durch das FBI aufgelöst wurde.
Während der Olympischen Sommerspiele 1996 in Atlanta explodierte dort eine Bombe, durch die zwei Menschen getötet und 111 Personen verletzt wurden. Die Bombe war von Eric Robert Rudolph gelegt worden, der der Bewegung nahesteht. Nach einer fünfjährigen Flucht konnte er 2003 verhaftet werden.
1999 erschoss ein Anhänger in Kalifornien einen von den Philippinen stammenden Briefträger und verwundete fünf jüdische Kinder; im Mittleren Westen erschoss ein mutmaßlicher Anhänger einen Koreaner und einen Afro-Amerikaner.

## Weiteres
Der Dokumentarfilm Blood in the face von 1991 gibt einen Einblick in die Gedankenwelt der rechtsradikalen amerikanischen Szene. Hier wird auch der Versuch gemacht, die Interpretation des Christentums im Sinne der Christian-Identity-Bewegung auszuleuchten.